# أحمد كاظمي
أحمد كاظمي(1958 نجف آباد – 2006 أرومية)، قائد عسكري إيراني في حرس الثورة الإسلامية الإيرانية، من المبارزين ضد النظام البهلوي في الثورة الإسلامية، شارك ايضاً في عمليات إخماد المعارضة في إقليم كردستان غرب إيران، شارك في الحرب العراقية الإيرانية بقيادة العديد من المعارك ضد الجيش العراقي، من ذلك فتح المحمرة.عينه القائد العام للقوات المسلحة الإيرانية علي الخامنئي قائداً للقوات الجوية للحرس الثوري لمدة خمس سنوات، ثم عينه قائداً للقوات البرية في حرس الثورة الإسلامي إلى أن قتل في حادثة سقوط طائرته بمدينة اروميه عام 2006 م مع عدد من أفراد الحرس الثوري.

## نشأته
هو أحمد الكاظمي، والده عشق علي، ولد عام1337 هجري شمسي الموافق 1958 ميلادي في قرية نجف آباد من مدينة أصفهان. انهى دراسته لمرحلة البكالوريوس في قسم الجغرافيا، واصل دراسته الجامعية إلى مرحلة الماجستير في قسم إدارة الدفاع في جامعة طهران.،
أُعزم أحمد برفقة غلام رضا صالحي وغلام رضا يزداني وبقيادة محمد منتظري إلى جنوب لبنان، و لأخذ دورة تدريبية في الحروب غير النظامية، ذهب أولاً إلى سوريا، و بعد إنهاء الدورة التدريبية ذهب إلى جنوب لبنان واستقر هناك.
تزوج أحمد عام 1978 ميلادي، وله ابنان الأول محمد مهدي والذي أصبح مهندساً مدنياً والثاني سعيد.

## الحياة السياسية
مع بداية الحرب العراقية الإيرانية انضم إلى ساحات القتال مع مجموعة مكونة من 50 فرداً، والتي مع انتهاء الحرب كانت من أقوى المجموعات التي شاركت في الخط الأمامي في الكثير من المعارك التي خاضها الإيرانيون ضد الجيش العراقي. و لهذا أصيب لعدة مرات في ظهره وساقه و يده، وقد تم قطع إحدى أصابعه. و هو أحد المستشاريين العسكريين لأكبر هاشمي رفسنجاني.
كان أحمد كاظمي صديقاً مقرباً للقائد حسين خرازي والقائد مهدي باكري.،كما كانت له صداقه قوية جدا بقائد فيلق القدس التابع للحرس الثوري قاسم سليماني

## المناصب العسكرية
تم تنصیب كاظمي سنة 1379 هجري شمسي، قائداً للقوات الجوية في الحرس الثوري الإيراني، وعام 1384 تم تعينه من قبل القائد العام للقوات المسلحة في الجمهورية الإسلامية الإيرانية علي خامنئي، قائداً للقوات البرية في الحرس الثوري. و قد منحه قائد الثورة علي خامنئي ولثلاث مرات مدال الفتح.

## وفاته
توفي أحمد كاظمي عام 2006 ميلادي، مع عدد من قادة قوات حرس الثورة الإسلامية الإيرانية في حادثة سقوط طائرتهم في مدينة اروميه بسبب تعطل محركين من محركاتها عن العمل. ودفن عملا بوصيته، بجوار قبر حسين خرازي في مقبرة شهداء أصفهان. و قد عُمل له قبراً تذكارياً في مقبرة جنة الزهراء بمدينة طهران.

## انظر ايضاً
- حسين خرازي
- قائمة القادة الإيرانيين في الحرب العراقية الإيرانية
- قاسم سليماني

## وصلات خارجية
- أحمد كاظمي